# Eselshöhe (Schweinfurt)
Die Eselshöhe  (Ortsangabe: an der Eselshöhe) ist ein Stadtteil der kreisfreien Stadt Schweinfurt. Er wird für amtlich-statistische Zwecke als Bezirk 35 geführt. Die Eselshöhe ist der jüngste eigenständige Wohnstadtteil der Stadt. 

## Geographie

### Lage
Die Eselshöhe liegt im Norden des Stadtgebietes. Der Stadtteil grenzt im Südwesten an die Gartenstadt, im Süden, an einem grünenen Band, an die zum Nördlichen Stadtteil zählende Theuerbrünnleinssiedlung, im Osten, am Marienbach, an die Stadtteile Hochfeld/Steinberg und Haardt und im Norden, am Steingraben, an das zur Vorortgemeinde Dittelbrunn gehörende Wohngebiet Sonnenteller. Die Bundesstraße 286 tangiert den Westen der Eselshöhe und führt nach Bad Kissingen (23 km).
Eselshöhe war die Bezeichnung für den nördlichen Teil der Theuerbrünnleinssiedlung vor dem Aufbau des neuen Stadtteils Eselshöhe.

### Topographie
Die Eselshöhe liegt auf dem Ende eines Höhenzuges des südwestlichen Vorlandes der Schweinfurter Rhön. Städtebaulich wurde das Relief zur besseren Belichtung der Gebäude genutzt.
Die Eselshöhe liegt auf einem von insgesamt sieben Bergspornen des nördlichen Stadtgebietes, die durch Täler und Senken, mit grünen Bändern, voneinander getrennt sind und der nördlichen Stadt eine fingerartige Struktur verleihen.

## Statistische Bezirke
Der Stadtteil Eselshöhe wurde von der Stadt Schweinfurt für statistische Zwecke in drei Bezirke unterteilt:
- 32.5 Eselshöhe-West II (zählt das Stadtplanungsamt zur Gartenstadt)
- 35 Eselshöhe
- 36 Am Steingraben (unbewohnt)

## Geschichte

### Urgeschichte
Bei Bauarbeiten Ende des 20. Jahrhunderts stieß man im Nordosten der Eseldshöhe auf Spuren zweier etwa 7000 Jahre alten Langhäuser der Linearbandkeramik. Die Epoche der Linearbandkeramik reichte etwa von 5500 bis 5000 v. Chr. In der nördlich angrenzenden Gemeinde Dittelbrunn sind bereits Funde um 10.000 v. Chr. belegt (siehe: Dittelbrunn, Vorgeschichte).
Das Bayerische Landesamt für Denkmalpflege führt die Siedlung der Linearbandkeramik wie folgt auf:
| Aktennummer     | D-6-5927-0023                                |
| Beschreibung    |                                              |
| Verfahrensstand | Benehmen nicht hergestellt, nachqualifiziert |
| Denkmalart      | Bodendenkmal                                 |
| Lage            | Siehe Webseite BLfD:                         |

Siehe auch: Liste der Bodendenkmäler in Schweinfurt

### Moderne
Der heutige Stadtteil Eselshöhe entstand im Kerngebiet ab 1984. 2002 folgte das Neubaugebiet Eselshöhe-West und 2014 Eselshöhe-West II.

## Sozialstruktur
| Status 31. Dez. 2022                               | Eselshöhe Statistischer Bezirk 35 | Gesamtgebiet Schweinfurt |
| -------------------------------------------------- | --------------------------------- | ------------------------ |
| Deutsche                                           | 93,5 %                            | 77,4 %                   |
| Ausländer                                          | 6,5 %                             | 22,6 %                   |
| Anteil Doppelstaatler an der deutschen Bevölkerung | 15,3 %                            | 17,1 %                   |

Die Eselshöhe, die zum größten Teil aus Wohneigentum mit Einfamilienhäusern höheren Standards besteht, ist ein bevorzugtes Wohngebiet für Familien, was sich auch aufgrund der Altersstruktur erkennen lässt. Deshalb liegt der Anteil der Migranten deutlich unter dem Wert des Gesamtgebietes von Schweinfurt.

## Ortsteile
Im Stadtteil gibt es ausschließlich Wohnbebauung höheren Standards, mit einem hohen Anteil an freistehenden Einfamilienhäusern und Reihenhäusern. Der Stadtteil ist als Tempo-30-Zone ausgewiesen und einige Straßen als verkehrsberuhigter Bereich. Die Eselshöhe besitzt mittlere Wohnlagen, mit Ausnahme der beiden neuen Quartiere Eselshöhe West und Eselshöhe West II, die als gute Wohnlagen eingestuft wurden.

### Eselshöhe (Kerngebiet)
Statistischer Bezirk 35
Der Stadtteil wurde ab 1984 aufgebaut, mit der Walther-von-der-Vogelweide-Straße als Hauptstraße. Sie bildet eine Spange zwischen der SW 8 im Osten und der B 286 im Westen. Die höheren Mehrfamilienhäuser wurden burgenartig in postmoderner Art im mittleren, höheren Bereich platziert und werden an den Hängen von Einfamilienhäusern umgeben – in selber Weise, wie in den Stadtteilen Deutschhof und Haardt.

### Eselshöhe-West
Statistischer Bezirk 35
Der Stadtteil wurde erstmals ab 2002 erweitert. Anfangs wurde das neue Quartier auch Obere Eselshöhe genannt und schließlich Eselshöhe-West. Die ursprüngliche Planung, das Quartier über einen zentralen Kreisverkehr zu erschließen, von dem Straßen rechtwinklig in vier Richtungen weglaufen, wurde nicht realisiert, sondern es wurde über eine Ringstraße erschlossen, die Thomas-Mann-Straße.

### Eselshöhe-West II
Statistischer Bezirk 32.5 (zu Gartenstadt)

#### Geschichte
Nach der Jahrtausendwende verfolgte die Bauverwaltung der Stadt Schweinfurt die Strategie, zunächst keine Neubauviertel auszuweisen, sondern zuvor Restgrundstücke anzubieten, um Baulücken zu schließen und Flächenverbrauch und Zersiedlung zu minimieren. Dies Restgrundstücke lagen hauptsächlich im westlichen Oberndorf, zwischen Umspannwerk, alten Kiesgruben und Hochspannungsleitungen, unweit der Großindustrie und der Bundesautobahn 70. Der theoretische Ansatz der Stadt funktionierte in der Praxis nicht und junge Familien wichen über viele Jahre nahezu komplett in die Vororte aus. Die Stadt litt trotz wirtschaftlichen Wohlergehens unter ständiger Einwohnerabnahme, die demografisch bedingte Überalterung wurde zusätzlich verstärkt, Schweinfurt wurde zur deutschen Stadt mit dem höchsten Anteil über 65-Jähriger, das Stadtimage nahm Schaden und Kritik kam auf. Darauf entschloss sich die Stadt 2013 für die Planung eines kleinen Wohnviertels, Eselshöhe-West II. Das Areal wurde 2014 erschlossen, die Vermarktung lief ab 2015. Die Nachfrage war sehr groß, die Grundstücke waren schnell vergriffen.

#### Beschreibung
Die Eselshöhe-West II liegt in einem Band zwischen dem alten und neuen Verlauf der B 286. Das Quartier wird durch die Herbert-Müller-Straße erschlossen.

## Bürgerverein
Der Bürgerverein Eselshöhe wurde 1988 gegründet. 
Siehe auch: Schweinfurt, Bürgervereine

## Infrastruktur

### Versorgung
Die Stadtteil besitzt eine gute Nahversorgung und Infrastruktur, mit zwei Bankfilialen, Ärzten, Kindergarten und grünen Bändern mit Spazierwegen und mehreren Spielplätzen. Ein Lebensmittel-Discounter mit Bäckereifiliale und Postagentur liegt am östlichen Rand, unmittelbar außerhalb des Stadtteils (am Parkplatz des Silvana Freizeitbades).
Eingeschult werden die Kinder von der Eselshöhe in der Schillerschule (Nördlicher Stadtteil) und in der nahe gelegenen Gartenstadtschule (Gartenstadt).

### Verkehr
Stadtbus
- Die Linie 130 führt längs durch die Eselshöhe
- Die Linie 180 führt durch den westlichen Randbereich.[14]

Straßen
- Die Bundesstraße 286 verläuft am westlichen Rand der Eselshöhe und führt nach Bad Kissingen und zur Bundesautobahn 71, Richtung Erfurt.
- Die Kreisstraße SW 8 tangiert den östlichen Rand und führt nach Rannungen.